# Lista de antipsicóticos
A seguir está uma lista de antipsicóticos, classificados por classe.

## Antipsicóticos
| Nome                            | Nomes comerciais                                            | Classe farmacólogica           | Código ATC             |
| Antipsicóticos típicos          | Antipsicóticos típicos                                      | Antipsicóticos típicos         | Antipsicóticos típicos |
| ------------------------------- | ----------------------------------------------------------- | ------------------------------ | ---------------------- |
| Acepromazina                    | Atravet, Acezine                                            | fenotiazina                    | N05AA04                |
| Acetofenazina                   | Tindal                                                      | fenotiazina                    | N05AB07                |
| Benperidol                      | Frenactyl                                                   | butirofenona                   | N05AD07                |
| Bromperidol                     | Bromidol, Bromodol                                          | butirofenona                   | N05AD06                |
| Butaperazina                    | Repoise, Tyrylen                                            | fenotiazina                    | N05AB09                |
| Carfenazina                     |                                                             | fenotiazina                    |                        |
| Clorproetazina                  |                                                             | fenotiazina                    | N05AA07                |
| Clorpromazina                   | Largactil, Thorazine                                        | fenotiazina                    | N05AA01                |
| Clorprotixeno                   | Cloxan, Taractan, Truxal                                    | tioxanteno                     | N05AF03                |
| Clopentixol                     | Sordinol                                                    | tioxanteno                     | N05AF02                |
| Ciamemazina                     | Tercian                                                     | fenotiazina                    | N05AA06                |
| Dixirazina                      | Esucos                                                      | fenotiazina                    | N05AB01                |
| Droperidol                      | Droleptan, Dridol, Inapsine, Xomolix, Innovar (+Fentanyl)   | fenilbutilamina (butirofenona) | N05AD08                |
| Fluanisona                      |                                                             | butirofenona                   | N05AD09                |
| Flupentixol                     | Depixol, Fluanxol                                           | tioxanteno                     | N05AF01                |
| Flufenazina                     | Prolixin, Modecate, Permitil                                | fenotiazina                    | N05AB02                |
| Fluspirileno                    | Redeptin, Imap                                              | difenilbutilpiperidina         | N05AG01                |
| Haloperidol                     | Haldol                                                      | fenil-piperidinil-butirofenona | N05AD01                |
| Levomepromazina                 | Nosinan, Nozinan, Levoprome                                 | fenotiazina                    | N05AA02                |
| Lenperona                       | Elanone-V                                                   | butirofenona                   |                        |
| Loxapina                        | Loxapac, Loxitane                                           | dibenzoxazepina                | N05AH01                |
| Mesoridazina                    | Serentil                                                    | fenotiazina                    | N05AC03                |
| Metitepina                      |                                                             | dibenzodiazepina tríciclica    |                        |
| Molindona                       | Moban                                                       | derivado do indol              | N05AE02                |
| Moperona                        | Luvatren                                                    | butirofenona                   | N05AD04                |
| Oxipertina                      | Equipertine, Forit, Integrin, Lanturil, Lotawin, Opertil    | fenilpiperazina                | N05AE01                |
| Oxiprotepina                    | Moditen (Czech republic)                                    | dibenzotiepina                 |                        |
| Penfluridol                     | Semap, Micefal, Longoperidol                                | difenilbutilpiperidina         | N05AG03                |
| Perazina                        | Taxilan                                                     | fenotiazina                    | N05AB10                |
| Periciazina                     | Neuleptil, Neulactil                                        | fenotiazina                    | N05AC01                |
| Perfenazina                     | Trilafon                                                    | fenotiazina                    | N05AB03                |
| Pimozida                        | Orap                                                        | difenilbutilpiperidina         | N05AG02                |
| Pipamperona                     | Dipiperon, Dipiperal, Piperonil, Piperonyl, Propitan        | butirofenona                   | N05AD05                |
| Piperacetazina                  | Quide                                                       | fenotiazina                    |                        |
| Pipotiazina                     | Piportil                                                    | fenotiazina                    | N05AC04                |
| Proclorperazina                 | Compazine, Stemzine, Buccastem, Stemetil, Phenotil          | fenotiazina                    | N05AB04                |
| Promazina                       | Sparine                                                     | fenotiazina                    | N05AA03                |
| Protipendil                     |                                                             | fenotiazinas                   | N05AX07                |
| Espiperona                      | Spiroperidol, Spiropitan                                    | butirofenona                   |                        |
| Sulforidazina                   | Imagotan, Psychoson, Inofal                                 | fenotiazina                    |                        |
| Tiopropazato                    | Artalan, Dartal, Dartalan, Dartan                           | fenotiazina                    | N05AB05                |
| Tioproperazina                  | Majeptil                                                    | fenotiazina                    | N05AB08                |
| Tioridazina                     | Mellaril, Melleril                                          | fenotiazina                    | N05AC02                |
| Tiotixeno                       | Navane                                                      | tioxanteno                     | N05AF04                |
| Timiperona                      |                                                             | butirofenona                   |                        |
| Trifluoperazina                 | Stelazine                                                   | fenotiazina                    | N05AB06                |
| Trifluperidol                   |                                                             | butirofenona                   | N05AD02                |
| Triflupromazina                 | Vesprin                                                     | fenotiazina                    | N05AA05                |
| Zuclopentixol                   | Clopixol                                                    | tioxanteno                     | N05AF05                |
| Antipsicóticos atípicos         |                                                             |                                |                        |
| Amoxapina                       | Asendin, Asendis, Defanyl, Demolox                          | dibenzoxazepina                | N06AA17                |
| Amisulprida                     | Amazeo, Amiprida, Amival, Solian, Soltus, Sulpitac, Sulprix | benzamida substituída          | N05AL05                |
| Aripiprazol                     | Abilify                                                     | quinolona                      | N05AX12                |
| Asenapina                       | Saphris                                                     | dibenzo-oxepino pirrol         | N05AH05                |
| Blonanserina                    | Lonasen                                                     |                                |                        |
| Brexpiprazol                    | Rexulti                                                     | quinolona                      | N05AX16                |
| Cariprazina                     | Vraylar                                                     |                                | N05AX15                |
| Carpipramina                    | Prazinil, Defekton                                          |                                |                        |
| Clocapramina                    | Clofekton, Padrasen                                         | imidobenzil                    |                        |
| Clorotepina                     | Clotepin, Clopiben                                          | dibenzodiazepina tríciclica    |                        |
| Clotiapina                      | Entumine                                                    |                                | N05AH06                |
| Clozapina                       | Clozaril                                                    | dibenzodiazepina tríciclica    | N05AH02                |
| Iloperidona                     | Fanapt                                                      | benzisoxazol                   | N05AX14                |
| Levosulpirida                   |                                                             | benzamida                      | N05AL07                |
| Lurasidona                      | Latuda                                                      | n-arilpiperazina (piperazina)  | N05AE05                |
| Melperona                       | Bunil, Buronil, Eunerpan                                    | butirofenona                   | N05AD03                |
| Mosapramina                     | Cremin                                                      |                                | N05AX10                |
| Nemonaprida                     | Emilace                                                     | benzamida                      |                        |
| Olanzapina                      | Zyprexa, Ozace, Lanzek, Zypadhera, Zolafren                 | thienobenzodiazepina           | N05AH03                |
| Paliperidona                    | Invega, Invega Sustenna                                     | pyridopyrimidine               | N05AX13                |
| Perospirona                     | Lullan                                                      | azapirona                      |                        |
| Quetiapina                      | Seroquel, Quetros, Queropax                                 | dibenzotiazepina               | N05AH04                |
| Remoxiprida                     | Roxiam                                                      | salicylamide                   | N05AL04                |
| Reserpina                       | Raudixin, Serpalan, Serpasil                                | yohimbine alkaloid             | C02AA02                |
| Risperidona                     | Risperdal, Zepidona                                         | pyridopyrimidine               | N05AX08                |
| Sertindol                       | Serdolect                                                   | fenilindol                     | N05AE03                |
| Sulpirida                       | Sulpirid, Eglonyl                                           | benzenosulfonamida (benzamida) | N05AL01                |
| Sultoprida                      | Barnetil, Barnotil, Topral                                  | benzamida                      | N05AL02                |
| Tiaprida                        | Equilium, Tiapridal                                         | benzamida                      | N05AL03                |
| Veraliprida                     | Agreal, Agradil                                             | benzamida                      | N05AL06                |
| Ziprasidona                     | Geodon, Zeldox                                              | n-arilpiperazina (piperazina)  | N05AE04                |
| Zotepina                        | Nipolept                                                    | dibenzodiazepina tríciclica    | N05AX11                |
| Em desenvolvimento              |                                                             |                                |                        |
| Perfenazina gamma-aminobutirato | BL-1020                                                     |                                |                        |
| Pimavanserina                   | ACP-103                                                     |                                |                        |
|                                 | F-15063                                                     |                                |                        |
|                                 | ITI-007                                                     | quinoxalina tetracíclica       |                        |
|                                 | Lu AF35700                                                  |                                |                        |
|                                 | RP5063                                                      |                                |                        |
| Stefolidina                     |                                                             | berberina                      |                        |
| Desenvolvimento interrompido    |                                                             |                                |                        |
| Amperozida                      |                                                             | difenilbutilpiperazina         | QN05AX90               |
| Bifeprunox                      | DU-127,090                                                  | derivado do bifenilo           |                        |
| Butaclamol                      | AY-23,028                                                   |                                |                        |
| Ciclindol                       | WIN-27,147-2                                                |                                |                        |
| Clopimozida                     | R-29,764                                                    | difenilbutilpiperidina         |                        |
| Elopiprazol                     | DU-29894                                                    | fenilpiperazina                |                        |
| Flucindol                       |                                                             |                                |                        |
| Fluotraceno                     | SKF-28,175                                                  |                                |                        |
| Fluperlapina                    | NB 106-689                                                  | tricíclico                     |                        |
| Gevotrolina                     | WY-47,384                                                   | dibenzodiazepina tríciclica    |                        |
| Naranol                         | W-5494A                                                     |                                |                        |
| N-Desmetilclozapina             | ACP-104                                                     |                                |                        |
| Ocaperidona                     | R 79598                                                     | benzisoxazol                   |                        |
| Piquindona                      | Ro 22-1319                                                  | tricíclico                     |                        |
| Pomaglumetad                    | LY2140023                                                   |                                |                        |
| Tiospirona                      | BMY-13,859                                                  | azapirona                      |                        |
| Umespirona                      | KC-9172                                                     | azapirona                      |                        |
| Vabicaserina                    | SCA-136                                                     |                                |                        |
| Volinanserina                   | MDL-100,907                                                 |                                |                        |
| Zetidolina                      | DL 308-IT                                                   |                                |                        |
| Zicronapina                     | Lu 31-130                                                   |                                |                        |
| Nome                            | Nomes comerciais                                            | Chemical class                 | ATC code               |

### Ésteres antipsicóticos

#### Antipsicóticos típicos
- Decanoato de bromperidol
- Decanoato de clopentixol
- Decanoato de flupentixol
- Palmitato de flupentixol
- Decanoato de flufenazina
- Enantato de flufenazina
- Decanoato de haloperidol
- Decanoato de oxiprotepina
- Decanoato de perfenazina
- Enantato de perfenazina
- Palmitato de pipotiazina
- Undecilenato de pipotiazina
- Acetato de zuclopentixol
- Decanoato de zuclopentixol

#### Antipsicóticos atípicos
- Aripiprazol lauroxila
- Palmitato de paliperidona